# Apatophysis pavlovskii
Apatophysis pavlovskii är en skalbaggsart som beskrevs av Plavilstshikov 1954. Apatophysis pavlovskii ingår i släktet Apatophysis och familjen långhorningar. Inga underarter finns listade i Catalogue of Life.